# Saison 1995-1996 de l'Avalanche du Colorado
Autres saisons
La saison 1995-1996 de l'Avalanche du Colorado est la première saison de la franchise de hockey sur glace depuis le déménagement à Denver au sein de la Ligue nationale de hockey. Les Avs sont menés par le capitaine Joe Sakic, de Peter Forsberg, du défenseur Adam Foote et du gardien de but Patrick Roy qui ont mené l'Avalanche à la victoire de leur première Coupe Stanley de l'histoire en battant les Panthers de la Floride en quatre rencontres. 

## L'avant-saison
Alors que la saison 1994-1995 des Nordiques de Québec étaient leur dernière saison à Québec, ils avaient une fiche de 30 victoires, 13 défaites et cinq matchs nuls, dont 65 points en 48 matchs — la saison régulière est écourtée à cause d'un lock-out de 103 jours qui prend fin le 11 janvier 1995 — et ont été premiers de l'association de l'Est. Mais ils sont éliminés au premier tour par les Rangers de New York en six rencontres. L'entraîneur de l'équipe Marc Crawford remporte le trophée Jack-Adams, remis au meilleur entraîneur et le Suédois Peter Forsberg remporte le trophée Calder de la meilleure recrue.
Les Nordiques connaissent des problèmes financiers à cause du Colisée de Québec, domicile de l'équipe québécoise. Le propriétaire des Nordiques, Marcel Aubut, a demandé un plan pour sauver les Nordiques mais le plan échoue et Aubut vend les Nordiques à un groupe d'investisseurs à Denver. La franchise s’appellera l'Avalanche du Colorado le 10 août 1995. Ce n'est cependant pas la première fois que la ville de Denver accueille une équipe de la LNH : les Rockies du Colorado y ont séjourné jusqu'en 1982 avant d'être vendus et déménagés à Newark pour devenir les Devils du New Jersey. L'Avalanche jouera sa première saison en 1995-1996.

## Joueurs repêchés
| Ronde | Choix | Nom           | Poste          | Nationalité | Équipe précédente                           |
| ----- | ----- | ------------- | -------------- | ----------- | ------------------------------------------- |
| 1     | 25    | Marc Denis    | Gardien de but | Canada      | Saguenéens de Chicoutimi (LHJMQ)            |
| 2     | 51    | Nic Beaudoin  | Ailier gauche  | Canada      | Red Wings Junior de Détroit (LHO)           |
| 3     | 77    | John Tripp    | Ailier droit   | Canada      | Generals d'Oshawa (LHO)                     |
| 4     | 81    | Tomi Kallio   | Ailier gauche  | Finlande    | Kiekko-67 Turku (I divisioona)              |
| 5     | 129   | Brent Johnson | Gardien de but | États-Unis  | Platers d'Owen Sound (LHO)                  |
| 6     | 155   | John Cirjak   | Ailier droit   | Canada      | Chiefs de Spokane (LHOu)                    |
| 7     | 181   | Dan Smith     | Défenseur      | Canada      | Université de la Colombie-Britannique (SIC) |
| 8     | 207   | Tomi Hirvonen | Centre         | Finlande    | Ilves junior (SM-liiga)                     |
| 9     | 228   | Chris George  | Ailier droit   | Canada      | Sting de Sarnia (LHO)                       |

## Saison régulière

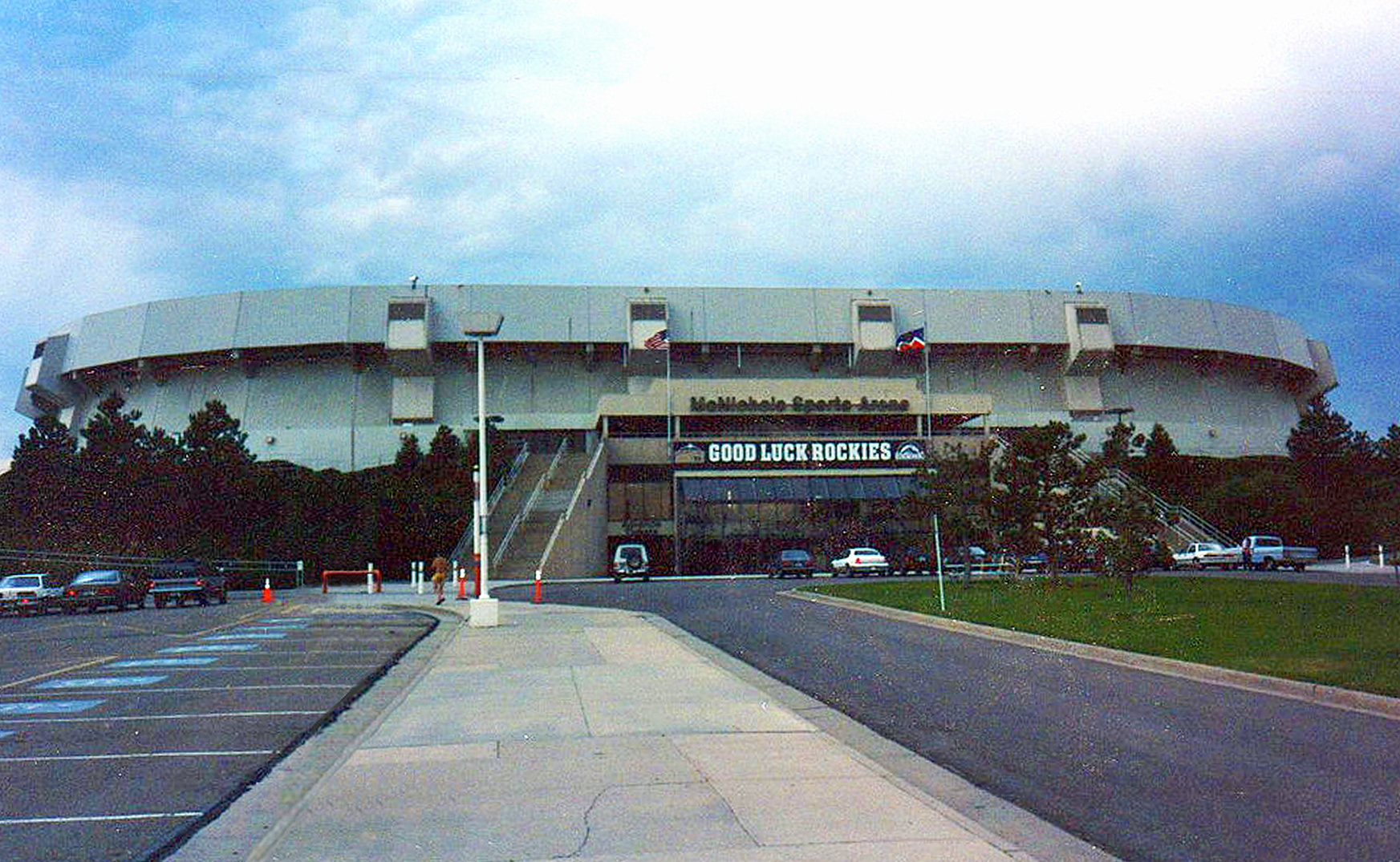
Le McNichols Sports Arena, patinoire où jouait l'Avalanche à l'époque.

Le premier match de l'Avalanche débute le 6 octobre 1995 à leur domicile, le McNichols Arena. Le Colorado s'oppose aux Red Wings de Détroit et l'Avalanche finit par l'emporter 3-2. Valeri Kamenski marque le tout premier but marqué par un joueur de l'Avalanche.
Le 26 octobre, le Colorado échange Owen Nolan aux Sharks de San José en retour du défenseur letton Sandis Ozoliņš au bout d'une dizaine de matchs.
Le 28 novembre, Claude Lemieux marque trois buts en un match lors d'une victoire 7-3 contre les Islanders de New York. Lorsqu'un joueur marque trois buts le même match, on l'appelle « coup du chapeau » (appelé tour du chapeau au Québec). Lemieux devient alors le premier joueur de l'Avalanche à réaliser un coup du chapeau depuis l'arrivée à Denver.
Lors de la saison, les Avs ont été invaincus à domicile pendant dix matchs dont huit victoires et deux matchs nuls jusqu'à ce qu'ils perdent le 3 décembre 7-6 contre les Stars de Dallas à Denver.
Une semaine plus tard, le 5 décembre, l'Avalanche réalise une victoire écrasante de 12-2 contre les Sharks de San José où Kamenski réalise un coup du chapeau. Le lendemain, l'Avalanche fait l'acquisition du gardien vedette des Canadiens de Montréal Patrick Roy qui avait amené les Canadiens à la Coupe Stanley en 1986 et en 1993. Quatre jours plus tôt, Roy s'est fait humilier en perdant lors d'un match des Canadiens face aux Red Wings de Détroit 11-1 en accordant neuf buts au Forum de Montréal. Roy rejoint le Colorado avec le capitaine des Canadiens Mike Keane en échange de Jocelyn Thibault, Martin Ručinský et Andreï Kovalenko.
Le 7 décembre, Roy joue son premier match avec les Avs mais perdent 5 à 3 ; Roy a arrêté trente tirs et a encaissé quatre buts. Le 11 décembre contre les Maple Leafs de Toronto, il récolte sa première victoire avec l'équipe alors qu'ils remportent le match 5 à 1. Le 5 février 1996, il joue son premier match contre le Canadien depuis son échange au Colorado. Il arrête 37 des 39 tirs qu'il a reçu lors de la victoire 4 à 2 et en prenant le palet du match, il le donne à l'entraîneur-chef du Tricolore, Mario Tremblay.

### Classement
L'Avalanche termine la saison régulière au premier rang de la division Pacifique et deuxième de l'association de l'Ouest, derrière les Red Wings de Détroit avec les 62 matchs victorieux pour 131 points qui sont les champions de la saison régulière. Les Avs terminent deuxièmes du classement général.
| Clt   | Équipe                 | PJ | V  | D  | N  | BP  | BC  | Pts |
| ----- | ---------------------- | -- | -- | -- | -- | --- | --- | --- |
| +001, | Avalanche du Colorado  | 82 | 47 | 25 | 10 | 326 | 240 | 104 |
| +002, | Flames de Calgary      | 82 | 34 | 37 | 11 | 241 | 240 | 79  |
| +003, | Canucks de Vancouver   | 82 | 32 | 35 | 15 | 278 | 278 | 79  |
| +004, | Mighty Ducks d'Anaheim | 82 | 35 | 39 | 8  | 234 | 247 | 78  |
| +005, | Oilers d'Edmonton      | 82 | 30 | 44 | 8  | 240 | 304 | 68  |
| +006, | Kings de Los Angeles   | 82 | 24 | 40 | 18 | 256 | 302 | 66  |
| +007, | Sharks de San José     | 82 | 20 | 55 | 7  | 252 | 357 | 47  |

| +001, | Red Wings de Détroit   | 82 | 62 | 13 | 7  | 325 | 181 | 131 |  |  |  |  |
| +002, | Avalanche du Colorado  | 82 | 47 | 25 | 10 | 326 | 240 | 104 |  |  |  |  |
| +003, | Blackhawks de Chicago  | 82 | 40 | 28 | 14 | 273 | 220 | 94  |  |  |  |  |
| +004, | Maple Leafs de Toronto | 82 | 34 | 36 | 12 | 247 | 252 | 80  |  |  |  |  |
| +005, | Blues de Saint-Louis   | 82 | 32 | 34 | 16 | 219 | 248 | 80  |  |  |  |  |
| +006, | Flames de Calgary      | 82 | 34 | 37 | 11 | 241 | 240 | 79  |  |  |  |  |
| +007, | Canucks de Vancouver   | 82 | 32 | 35 | 15 | 278 | 278 | 79  |  |  |  |  |
| +008, | Jets de Winnipeg       | 82 | 36 | 40 | 6  | 275 | 291 | 78  |  |  |  |  |
|       |                        |    |    |    |    |     |     |     |  |  |  |  |
| +009, | Mighty Ducks d'Anaheim | 82 | 35 | 39 | 8  | 234 | 247 | 78  |  |  |  |  |
| +010, | Oilers d'Edmonton      | 82 | 30 | 44 | 8  | 240 | 304 | 68  |  |  |  |  |
| +011, | Stars de Dallas        | 82 | 26 | 42 | 14 | 227 | 280 | 66  |  |  |  |  |
| +012, | Kings de Los Angeles   | 82 | 24 | 40 | 18 | 256 | 302 | 66  |  |  |  |  |
| +013, | Sharks de San José     | 82 | 20 | 55 | 7  | 252 | 357 | 47  |  |  |  |  |

### Match après match
Ce tableau reprend les résultats de l'équipe au cours de la saison, les buts marqués par l'Avalanche étant inscrits en premier.
| No | Date   | Résultat | Adversaire               | Score   | Bilan ( V - D - N ) |
| -- | ------ | -------- | ------------------------ | ------- | ------------------- |
| 1  | 06-oct |          | Red Wings de Détroit     | 3-2     | 1-0-0               |
| 2  | 07-oct |          | @ Kings de Los Angeles   | 2-4     | 1-1-0               |
| 3  | 09-oct |          | Penguins de Pittsburgh   | 6-6     | 1-1-1               |
| 4  | 11-oct |          | Bruins de Boston         | 3-1     | 2-1-1               |
| 5  | 13-oct |          | @ Capitals de Washington | 1-3     | 2-2-1               |
| 6  | 14-oct |          | @ Blues de Saint-Louis   | 1-4     | 2-3-1               |
| 7  | 18-oct |          | Capitals de Washington   | 4-2     | 3-3-1               |
| 8  | 23-oct |          | Mighty Ducks d'Anaheim   | 3-1     | 4-3-1               |
| 9  | 25-oct |          | @ Flames de Calgary      | 3-2     | 5-3-1               |
| 10 | 27-oct |          | Sabres de Buffalo        | 5-4     | 6-3-1               |
| 11 | 30-oct |          | @ Stars de Dallas        | 6-1     | 7-3-1               |
| 12 | 01-nov |          | Flames de Calgary        | 6-1     | 8-3-1               |
| 13 | 03-nov |          | @ Jets de Winnipeg       | 5-2     | 9-3-1               |
| 14 | 05-nov |          | @ Blackhawks de Chicago  | 7-3     | 10-3-1              |
| 15 | 09-nov |          | Stars de Dallas          | 1-1     | 10-3-2              |
| 16 | 11-nov |          | @ Canucks de Vancouver   | 8-4     | 11-3-2              |
| 17 | 15-nov |          | @ Mighty Ducks d'Anaheim | 3-7     | 11-4-2              |
| 18 | 17-nov |          | @ Flames de Calgary      | 5-3     | 12-4-2              |
| 19 | 18-nov |          | Flames de Calgary        | 5-2     | 13-4-2              |
| 20 | 20-nov |          | @ Oilers d'Edmonton      | 3-3     | 13-4-3              |
| 21 | 22-nov |          | Blackhawks de Chicago    | 6-2     | 14-4-3              |
| 22 | 25-nov |          | @ Canadiens de Montréal  | 2-2     | 14-4-4              |
| 23 | 28-nov |          | @ Islanders de New York  | 7-3     | 15-4-4              |
| 24 | 29-nov |          | @ Devils du New Jersey   | 4-5 (P) | 15-5-4              |
| 25 | 01-déc |          | @ Rangers de New York    | 3-5     | 15-6-4              |
| 26 | 03-déc |          | Stars de Dallas          | 6-7     | 15-7-4              |
| 27 | 05-déc |          | Sharks de San José       | 12-2    | 16-7-4              |
| 28 | 07-déc |          | Oilers d'Edmonton        | 3-5     | 16-8-4              |
| 29 | 09-déc |          | @ Sénateurs d'Ottawa     | 7-3     | 17-8-4              |
| 30 | 11-déc |          | @ Maple Leafs de Toronto | 5-1     | 18-8-4              |
| 31 | 13-déc |          | @ Sabres de Buffalo      | 3-4     | 18-9-4              |
| 32 | 15-déc |          | @ Whalers de Hartford    | 2-4     | 18-10-4             |
| 33 | 18-déc |          | Canucks de Vancouver     | 2-4     | 18-11-4             |
| 34 | 20-déc |          | @ Oilers d'Edmonton      | 4-1     | 19-11-4             |
| 35 | 22-déc |          | Blues de Saint-Louis     | 2-1     | 20-11-4             |
| 36 | 23-déc |          | @ Kings de Los Angeles   | 2-2     | 20-11-5             |
| 37 | 26-déc |          | @ Sharks de San José     | 5-1     | 21-11-5             |
| 38 | 29-déc |          | Maple Leafs de Toronto   | 3-2     | 22-11-5             |
| 39 | 03-jan |          | Devils du New Jersey     | 0-1     | 22-12-5             |
| 40 | 04-jan |          | Flyers de Philadelphie   | 2-2     | 22-12-6             |
| 41 | 06-jan |          | @ Maple Leafs de Toronto | 2-5     | 22-13-6             |
| 42 | 09-jan |          | @ Bruins de Boston       | 3-0     | 23-13-6             |
| 43 | 10-jan |          | Panthers de la Floride   | 4-4     | 23-13-7             |
| 44 | 14-jan |          | Flames de Calgary        | 4-4     | 23-13-8             |
| 45 | 16-jan |          | @ Penguins de Pittsburgh | 5-2     | 24-13-8             |
| 46 | 17-jan |          | @ Red Wings de Détroit   | 2-3     | 24-14-8             |
| 47 | 22-jan |          | Islanders de New York    | 4-3     | 25-14-8             |
| 48 | 25-jan |          | Canucks de Vancouver     | 2-2     | 25-14-9             |
| 49 | 27-jan |          | @ Sharks de San José     | 4-3 (P) | 26-14-9             |
| 50 | 31-jan |          | @ Mighty Ducks d'Anaheim | 1-2     | 26-15-9             |
| 51 | 01-fév |          | Jets de Winnipeg         | 6-4     | 27-15-9             |
| 52 | 03-fév |          | Rangers de New York      | 7-1     | 28-15-9             |
| 53 | 05-fév |          | Canadiens de Montréal    | 4-2     | 29-15-9             |
| 54 | 07-fév |          | Lightning de Tampa Bay   | 4-4     | 29-15-10            |
| 55 | 09-fév |          | Whalers de Hartford      | 2-3 (P) | 29-16-10            |
| 56 | 11-fév |          | @ Flyers de Philadelphie | 5-3     | 30-16-10            |
| 57 | 15-fév |          | @ Lightning de Tampa Bay | 2-4     | 30-17-10            |
| 58 | 16-fév |          | @ Panthers de la Floride | 5-4 (P) | 31-17-10            |
| 59 | 19-fév |          | Oilers d'Edmonton        | 7-5     | 32-17-10            |
| 60 | 23-fév |          | Kings de Los Angeles     | 6-2     | 33-17-10            |
| 61 | 25-fév |          | Sénateurs d'Ottawa       | 4-2     | 34-17-10            |
| 62 | 26-fév |          | Mighty Ducks d'Anaheim   | 3-2     | 35-17-10            |
| 63 | 29-fév |          | @ Blackhawks de Chicago  | 3-4     | 35-18-10            |
| 64 | 01-mar |          | Blackhawks de Chicago    | 5-3     | 36-18-10            |
| 65 | 03-mar |          | Maple Leafs de Toronto   | 4-0     | 37-18-10            |
| 66 | 05-mar |          | Sharks de San José       | 3-5     | 37-19-10            |
| 67 | 08-mar |          | Red Wings de Détroit     | 2-4     | 37-20-10            |
| 68 | 09-mar |          | @ Canucks de Vancouver   | 7-5     | 38-20-10            |
| 69 | 13-mar |          | @ Mighty Ducks d'Anaheim | 0-4     | 38-21-10            |
| 70 | 17-mar |          | Oilers d'Edmonton        | 8-1     | 39-21-10            |
| 71 | 19-mar |          | @ Canucks de Vancouver   | 4-3     | 40-21-10            |
| 72 | 20-mar |          | @ Kings de Los Angeles   | 5-2     | 41-21-10            |
| 73 | 22-mar |          | @ Red Wings de Détroit   | 0-7     | 41-22-10            |
| 74 | 24-mar |          | @ Jets de Winnipeg       | 5-3     | 42-22-10            |
| 75 | 27-mar |          | Jets de Winnipeg         | 1-3     | 42-23-10            |
| 76 | 28-mar |          | @ Sharks de San José     | 8-3     | 43-23-10            |
| 77 | 3-avr  |          | Blues de Saint-Louis     | 3-6     | 43-24-10            |
| 78 | 6-avr  |          | Sharks de San José       | 5-1     | 44-24-10            |
| 79 | 7-avr  |          | @ Stars de Dallas        | 4-1     | 45-24-10            |
| 80 | 10-avr |          | Mighty Ducks d'Anaheim   | 7-3     | 46-24-10            |
| 81 | 11-avr |          | @ Blues de Saint-Louis   | 3-2     | 47-24-10            |
| 82 | 14-avr |          | Kings de Los Angeles     | 4-5     | 47-25-10            |

### Classement des joueurs
- * Les statistiques écrites en gras sont celles des meneurs de l'équipe.

| no | Joueur           | PJ | V  | D  | N | Min  | BC  | BL | Moy    | B | A | Pun | Commentaire                             |
| -- | ---------------- | -- | -- | -- | - | ---- | --- | -- | ------ | - | - | --- | --------------------------------------- |
|    | Jocelyn Thibault | 10 | 3  | 4  | 2 | 558  | 28  | 0  | 87,4 % | 0 | 0 | 0   | A fini la saison avec les Canadiens     |
| 33 | Patrick Roy      | 39 | 22 | 15 | 1 | 2305 | 103 | 1  | 90,9 % | 0 | 0 | 4   | A commencé la saison avec les Canadiens |
| 35 | Stéphane Fiset   | 37 | 22 | 6  | 7 | 2107 | 103 | 1  | 89,8 % | 0 | 1 | 0   |                                         |

| no | Joueur            | PJ | B  | A  | Pts | Pun | Commentaire                          |
| -- | ----------------- | -- | -- | -- | --- | --- | ------------------------------------ |
|    | John Slaney       | 7  | 0  | 3  | 3   | 4   | A fini la saison avec les Kings      |
|    | Janne Laukkanen   | 3  | 1  | 0  | 1   | 0   | A fini la saison avec les Sénateurs  |
| 2  | Sylvain Lefebvre  | 75 | 5  | 11 | 16  | 49  | A - assistant capitaine              |
| 4  | Uwe Krupp         | 6  | 0  | 3  | 3   | 4   |                                      |
| 5  | Alekseï Goussarov | 65 | 5  | 15 | 20  | 56  |                                      |
| 6  | Craig Wolanin     | 75 | 7  | 20 | 27  | 50  |                                      |
| 7  | Curtis Leschyshyn | 77 | 4  | 15 | 19  | 73  |                                      |
| 8  | Sandis Ozoliņš    | 66 | 13 | 37 | 50  | 50  | A commencé la saison avec les Sharks |
| 24 | Jon Klemm         | 56 | 3  | 12 | 15  | 20  |                                      |
| 31 | Aaron Miller      | 5  | 0  | 0  | 0   | 0   |                                      |
| 52 | Adam Foote        | 73 | 5  | 11 | 16  | 88  |                                      |
| 55 | Anders Myrvold    | 4  | 0  | 1  | 1   | 6   |                                      |

| no | Joueur           | Poste | PJ | B  | A  | Pts | Pun | Commentaire                             |
| -- | ---------------- | ----- | -- | -- | -- | --- | --- | --------------------------------------- |
|    | Owen Nolan       | AD    | 9  | 4  | 4  | 8   | 9   | A fini la saison avec les Sharks        |
|    | Andreï Kovalenko | AD    | 26 | 11 | 11 | 22  | 16  | A fini la saison avec les Canadiens     |
|    | Martin Ručínský  | AG    | 22 | 4  | 11 | 15  | 14  | A fini la saison avec les Canadiens     |
|    | Claude Lapointe  | C     | 3  | 0  | 0  | 0   | 0   | A fini la saison avec les Flames        |
| 9  | Mike Ricci       | C     | 62 | 6  | 21 | 27  | 52  | A - assistant capitaine                 |
| 10 | Troy Murray      | C     | 63 | 7  | 14 | 21  | 22  |                                         |
| 12 | Chris Simon      | AG    | 64 | 16 | 18 | 34  | 250 |                                         |
| 13 | Valeri Kamenski  | AG    | 81 | 38 | 47 | 85  | 85  |                                         |
| 14 | Landon Wilson    | AD    | 7  | 1  | 0  | 1   | 6   |                                         |
| 14 | Dave Hannan      | AG    | 4  | 1  | 0  | 1   | 2   | A commencé la saison avec les Sabres    |
| 15 | Josef Marha      | C     | 2  | 0  | 1  | 1   | 0   |                                         |
| 16 | Warren Rychel    | AG    | 52 | 6  | 2  | 8   | 147 |                                         |
| 18 | Adam Deadmarsh   | AD    | 78 | 21 | 27 | 48  | 142 |                                         |
| 19 | Joe Sakic        | C     | 82 | 51 | 69 | 120 | 44  | C - capitaine de l'équipe               |
| 20 | René Corbet      | AG    | 33 | 3  | 6  | 9   | 33  |                                         |
| 21 | Peter Forsberg   | C     | 82 | 30 | 86 | 116 | 47  |                                         |
| 22 | Claude Lemieux   | AD    | 79 | 39 | 32 | 71  | 117 |                                         |
| 25 | Mike Keane       | AD    | 55 | 10 | 10 | 20  | 40  | A commencé la saison avec les Canadiens |
| 26 | Stéphane Yelle   | C     | 71 | 13 | 14 | 27  | 30  |                                         |
| 38 | Paul Brousseau   | AD    | 8  | 1  | 1  | 2   | 2   |                                         |
| 48 | Scott Young      | AD    | 81 | 21 | 39 | 60  | 50  |                                         |

## Séries éliminatoires

### Premier tour

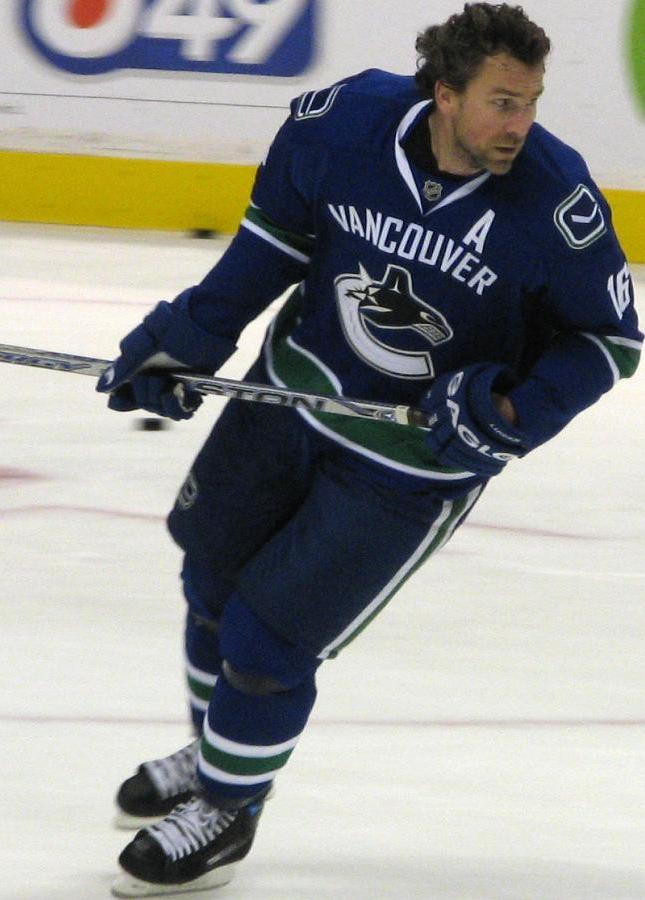
Trevor Linden des Canucks de Vancouver réalise un coup du chapeau dans le cinquième match contre Colorado.

L'équipe du Colorado rencontre au premier tour les Canucks de Vancouver, troisièmes de la division Pacifique. L'équipe compte dans ses rangs Aleksandr Moguilny, Trevor Linden ou encore Cliff Ronning. Les Canucks ont notamment perdu la finale de la Coupe Stanley face aux Rangers de New York il y a deux ans, soit en 1994 et connaîtront une saison mitigé en 1994-1995 avec une élimition au deuxième tour. Durant cette saison, les Canucks perdent une pièce importante de leur formation, Pavel Boure, à cause d'une blessure au genou. Ce dernier a réalisé deux saisons consécutives de soixante buts en plus d'être le meilleur buteur de la ligue en 1993-1994.
Les Canucks et les Avs jouent leur premier match éliminatoire le 16 avril 1996. Le match commence par un but de Russ Courtnall des Canucks mais Peter Forsberg va créer l'égalité vers 16 minutes. Joe Sakic et Valeri Kamenski marquent chacun un but en l'espace de 25 secondes et avant même que la première minute de la deuxième période soit écoulée. Après le but de Kamenski, le gardien des Canucks Kirk McLean a été remplacé par Corey Hirsch après avoir encaissé trois buts sur neuf tirs. Sandis Ozoliņš profite d'une supériorité numérique après une pénalité de Linden pour coup de coude. À 13 minutes, Esa Tikkanen marque pour les Canucks réduisant l'écart de deux buts mais Forsberg marque son deuxième but trois minutes plus tard. Après une troisième période sans but, l'Avalanche remporte le match 5 à 2.
Lors du deuxième match, la première période va connaître cinq buts, trois par l'Avalanche et deux par les Canucks. Forsberg ouvre la marque une minute passée et Mike Ricci et Ozoliņš sont les deux autres buteurs de l'équipe ; les deux buteurs de Vancouver sont Gino Odjick et Moguilny. Les Canucks marquent deux autres buts lors de la deuxième période par Linden et Martin Gélinas, ce dernier qui marque après une pénalité de Forsberg. En troisième période, Odjick mène les Canucks 5 à 3 avec son deuxième but de la rencontre puis Sakic marque son deuxième but des séries pour réduire l'écart d'un but mais cela change rien au score et les Canucks égalisent la série un match partout.
Le troisième match se joue au General Motors Place, domicile des Canucks. L'équipe de Denver humilie Vancouver devant ses partisans 4 à 0 avec trois buts en supériorité numérique du trio surnommé United Nations Line — Forsberg, Kamenski et Claude Lemieux —. Scott Young marque le dernier but du match et Roy finit la rencontre avec vingt-huit arrêts et obtient son sixième blanchissage de sa carrière en séries,.
Lors du quatrième match, après avoir mené 2 à 1 par des buts de Mike Keane et Adam Deadmarsh, l'Avalanche est victime de trois buts des Canucks en deuxième période — Jyrki Lumme, Josef Beránek et Odjick — et Vancouver mène 4 à 2. Le match se termine avec un but de Sakic à 6 minutes 36 et les Canucks remportent le match 4 à 3 et égalisent la série 2-2.
Dans la cinquième date, Sakic ouvre le pointage avec un but en supériorité numérique après une pénalité de Gélinas pour faire trébucher. Après le but de Beránek lors de la première période, Kamenski réplique lors de la deuxième période. Durant cette période, Linden marque un doublé prenant ainsi les devants 3 à 2. Dans le troisième tiers, le joueur des Avs René Corbet égalise la marque à trois buts partout puis Linden marque son troisième but du match pour un coup du chapeau. Vers 14 minutes, Sakic marque son deuxième but pour égaliser la marque 4 à 4 et emmener l'équipe en prolongation. Au bout de 51 secondes de la période supplémentaire, Sakic marque un nouveau but et réalise lui aussi un coup du chapeau et ainsi mener la série 3 matchs à 2. C'est la troisième fois que deux joueurs inscrivent un coup du chapeau dans le même match des séries
Dans le sixième match à Vancouver, quatre buts ont été marqués en deuxième période — Curtis Leschyshyn et Lemieux pour l'Avalanche, Markus Näslund et Esa Tikkanen pour les Canucks —. Ce tiers a également été marqué par le combat entre Uwe Krupp et Dana Murzyn qui écopent chacun de cinq minutes de pénalité pour s'être battu en plus de dix minutes pour méconduite. Lors de la troisième période, le septième but de Sakic des séries brise l'égalité pour l'emporter 3 à 2. L'Avalanche remporte ainsi la série 4 matchs à 2 en plus de la qualification pour le deuxième tour.
| 16 avril 1996 | Vancouver | 2-5 (1-1, 1-4, 0-0) | Colorado | McNichols Sports Arena 16 061 spectateurs |

| Feuille de match                               | Feuille de match                                                                               | Feuille de match            | Feuille de match | Feuille de match                     |
| ---------------------------------------------- | ---------------------------------------------------------------------------------------------- | --------------------------- | --- | ------------------------------------ |
|                                                | 11 min 30 s — R. Courtnall (T. Linden) - 33 min 3 s — E. Tikkanen (J. Bélanger, A. Moguilny) - | 1-0 1-1 1-2 1-3 1-4 2-4 2-5 | - 16 min 52 s — P. Forsberg (A. Foote, C. Lemieux) 20 min 28 s — J. Sakic (S. Young, U. Krupp) 20 min 53 s — V. Kamenski (C. Lemieux, P. Forsberg) 30 min 32 s — S. Ozoliņš (P. Forsberg, V. Kamenski) (SN) - 36 min 47 s — P. Forsberg (C. Lemieux, V. Kamenski) | Arbitrage : Fraser Gauthier, McCourt |
| K. McLean (20 min 53 s) C. Hirsch (39 min 2 s) | Gardiens                                                                                       | P. Roy                      | | Arbitrage : Fraser Gauthier, McCourt |
| 12 min                                         | Pénalités                                                                                      | 18 min                      | | Arbitrage : Fraser Gauthier, McCourt |
| 31                                             | Tirs                                                                                           | 27                          | | Arbitrage : Fraser Gauthier, McCourt |

| 18 avril 1996 | Vancouver | 5-4 (2-3, 2-0, 1-1) | Colorado | McNichols Sports Arena 16 061 spectateurs |

| Feuille de match | Feuille de match | Feuille de match                    | Feuille de match | Feuille de match                        |
| ---------------- | --- | ----------------------------------- | --- | --------------------------------------- |
|                  | - 3 min 0 s — G. Odjick (F. Kučera, J. Bélanger) - 6 min 9 s — A. Moguilny (J. Lumme, M. Gélinas) - 24 min 8 s — T. Linden (R. Courtnall, B. Hedican) 30 min 41 s — M. Gélinas (T. Linden, A. Moguilny) (SN) 42 min 20 s — G. Odjick (C. Ronning, J. Lumme) - | 0-1 1-1 1-2 2-2 2-3 3-3 4-3 5-3 5-4 | 0 min 59 s — P. Forsberg (V. Kamenski, A. Goussarov) - 4 min 52 s — M. Ricci (U. Krupp, M. Keane) - 9 min 57 s — S. Ozoliņš (S. Young, C. Simon) (SN) - 50 min 6 s — J. Sakic (V. Kamenski, A. Goussarov) | Arbitrage : Marouelli Gauthier, McCourt |
| C. Hirsch        | Gardiens | P. Roy                              | | Arbitrage : Marouelli Gauthier, McCourt |
| 20 min           | Pénalités | 10 min                              | | Arbitrage : Marouelli Gauthier, McCourt |
| 29               | Tirs | 32                                  | | Arbitrage : Marouelli Gauthier, McCourt |

| 20 avril 1996 | Colorado | 4-0 (1-0, 2-0, 1-0) | Vancouver | General Motors Place 18 422 spectateurs |

| Feuille de match | Feuille de match | Feuille de match | Feuille de match | Feuille de match                          |
| ---------------- | --- | ---------------- | ---------------- | ----------------------------------------- |
|                  | 11 min 49 s — P. Forsberg (SN) 24 min 19 s — V. Kamenski (S. Ozoliņš, J. Sakic) (SN) 28 min 27 s — C. Lemieux (V. Kamenski, P. Forsberg) (SN) 51 min 58 s — S. Young (J. Sakic, C. Simon) | 1-0 2-0 3-0 4-0  | -                | Arbitrage : VanHellemond Devorski, Murphy |
| P. Roy           | Gardiens | C. Hirsch        |                  | Arbitrage : VanHellemond Devorski, Murphy |
| 14 min           | Pénalités | 12 min           |                  | Arbitrage : VanHellemond Devorski, Murphy |
| 31               | Tirs | 28               |                  | Arbitrage : VanHellemond Devorski, Murphy |

| 22 avril 1996 | Colorado | 3-4 (1-1, 1-3, 1-0) | Vancouver | General Motors Place 18 422 spectateurs |

| Feuille de match | Feuille de match | Feuille de match            | Feuille de match | Feuille de match                      |
| ---------------- | --- | --------------------------- | --- | ------------------------------------- |
|                  | 14 min 43 s — M. Keane (M. Ricci, S. Yelle) - 23 min 46 s — A. Deadmarsh (J. Sakic, S. Lefebvre) - 46 min 36 s — J. Sakic (S. Young, U. Krupp) | 1-0 1-1 2-1 2-2 2-3 2-4 3-4 | - 16 min 39 s — E. Tikkanen (A. Moguilny, T. Linden) (SN) - 28 min 30 s — J. Lumme (A. Moguilny, E. Tikkanen) (SN) 33 min 18 s — J. Beránek (M. Näslund, A. Moguilny) 39 min 40 s - G. Odjick (J. Beránek) - | Arbitrage : Koharski Devorski, Murphy |
| P. Roy           | Gardiens | C. Hirsch                   | | Arbitrage : Koharski Devorski, Murphy |
| 12 min           | Pénalités | 12 min                      | | Arbitrage : Koharski Devorski, Murphy |
| 33               | Tirs | 26                          | | Arbitrage : Koharski Devorski, Murphy |

### Second tour
Au tour suivant, l'Avalanche est opposée aux Blackhawks de Chicago, troisièmes de la conférence Ouest. Chicago compte dans ses rangs Ed Belfour, Chris Chelios, Jeremy Roenick, Tony Amonte ou encore le vétéran Brent Sutter. Le gardien Ed Belfour, récipiendaire du trophée Calder en 1991, a joué plus de 70 matchs à chacune de ses saisons mais seulement 42 durant cette saison ayant dû partager son filet avec Jeff Hackett. Il est tout de même le gardien partant lors des séries et a balayé les Flames de Calgary de Theoren Fleury 4 matchs à 0, n'encaissant que sept buts.
Lors du premier match, Enrico Ciccone des Blackhawks ouvre le pointage avec son premier but en séries. En deuxième période, Lemieux, du trio de l'United Nations Line, égalise le score 1-1, assistés de Forsberg et Kamenski. Une minute 15 secondes après ce but, Sakic marque un autre but pour prendre les devants 2 à 1. Toutefois, un cinglage de Mike Keane provoque une supériorité numérique chez les Hawks. Murray Craven y profite pour égaliser la marque alors qu'il ne restait que deux secondes dans la pénalité. Les deux équipes jouent la période de prolongation et Roenick marque le but vainqueur après une pénalité de Chris Simon pour crosse haute. Chicago s'impose 3 à 2 et mène la série un match à zéro.
Le deuxième match débute mal pour les hommes de Marc Crawford lorsque Amonte marque le premier but du match. Toutefois, les Avs se reprennent et marquant quatre buts consécutifs — Kamenski, Craig Wolanin, Sakic et Krupp —. Deadmarsh fait encore plus mal aux Blackhawks en menant les Avs 5 à 1 avec son deuxième but des séries. Hackett était le gardien des Hawks lors de la partie.
Le troisième match se déroule au United Center à Chicago et débute par un but du joueur des Blackhawks, Gary Suter, grâce à un cinq contre quatre après une pénalité de Ricci. Au deuxième tiers, les joueurs des Avs marquent trois buts de la part de Forsberg, Ricci et Sakic puis l'adversaire Joe Murphy réduit l'écart de deux buts pour le score de 3 à 2 en faveur des Avs. Lors du troisième tiers, Roenick égalise la marque emenant, comme au premier match, les deux équipes en prolongation. Sergueï Krivokrassov marque le but en prolongation après seulement 46 secondes et les Blackhawks mènent la série 2 matchs à 1.
Lors du quatrième match, la première période n'avait pas de but mais les deux durs-à-cuirs Simon et Bob Probert en viennent aux mains. La domination de Sakic continue puisqu'il marque encore une fois un but mais Suter réplique pour les Blackhawks en marquant trois minutes plus tard. À la troisième période, Kamenski profite d'une supériorité numérique en brisant l'égalité mais Jeff Shantz ramène Chicago en égalité. C'est la troisième fois dans la série que les deux équipes se retrouvent en prolongation et après trois périodes supplémentaires et 104 minutes, Sakic réussit à trouver le fond du filet égalisent la série deux partout.
À la cinquième date, Simon ouvre le pointage à 14 minutes 33 puis Kamenski marque lors de la deuxième période. Après le but de Young, Roenick empêche Roy de réaliser un jeu blanc en marquant son cinquième but des séries mais Kamenski marque un nouveau but deux minutes plus tard. Le Colorado s'impose 4 à 1 et mène la série. Sakic ne marque de but lors de cette rencontre mettant fin à série de sept matchs avec au moins au but et c'est seulement son deuxième match sans but — le troisième match contre Vancouver —.
Dans le sixième match, malgré un but de Kamenski au bout de cinq minutes, les vétérans Denis Savard et Bernie Nicholls marquent pour l'équipe de l'Illinois en prenant les devants 2 à 1. Dans la troisième période, Sakic est de retour après un match sans but marquant son treizième des séries puis Kamenski réalise un doublé comme au dernier match. Mais Murphy va toutefois créer l'égalité trois partout alors qu'il ne restait qu'une minute au cadran. Dans la deuxième période de prolongation, Ozoliņš marque le but après 85 minutes de jeu. Les Avs remportent le match 4 à 3 puis la série en six matchs.

### Statistiques des joueurs
| no | Joueur         | PJ | V  | D | Min   | BC | BL | Moy  | %Arr   | B | A | Pun |
| -- | -------------- | -- | -- | - | ----- | -- | -- | ---- | ------ | - | - | --- |
| 33 | Patrick Roy    | 22 | 16 | 6 | 1 454 | 51 | 3  | 2,10 | 92,1 % | 0 | 0 | 0   |
| 35 | Stéphane Fiset | 1  | 0  | 0 | 1     | 0  | 0  | 0,00 | 0 %    | 0 | 0 | 0   |

| no | Joueur            | PJ | B | A  | Pts | Pun |
| -- | ----------------- | -- | - | -- | --- | --- |
| 2  | Sylvain Lefebvre  | 22 | 0 | 5  | 5   | 12  |
| 4  | Uwe Krupp         | 22 | 4 | 12 | 16  | 33  |
| 5  | Alekseï Goussarov | 21 | 0 | 9  | 9   | 12  |
| 6  | Craig Wolanin     | 7  | 1 | 0  | 1   | 8   |
| 7  | Curtis Leschyshyn | 17 | 1 | 2  | 3   | 8   |
| 8  | Sandis Ozoliņš    | 22 | 5 | 14 | 19  | 16  |
| 24 | Jon Klemm         | 15 | 2 | 1  | 3   | 0   |
| 52 | Adam Foote        | 22 | 1 | 3  | 4   | 36  |

| no | Joueur          | Poste | PJ | B  | A  | Pts | Pun |
| -- | --------------- | ----- | -- | -- | -- | --- | --- |
| 9  | Mike Ricci      | C     | 22 | 6  | 11 | 17  | 18  |
| 10 | Troy Murray     | C     | 8  | 0  | 0  | 0   | 19  |
| 12 | Chris Simon     | AG    | 12 | 1  | 2  | 3   | 11  |
| 13 | Valeri Kamenski | AG    | 22 | 10 | 12 | 22  | 28  |
| 14 | Dave Hannan     | AG    | 13 | 0  | 2  | 2   | 2   |
| 17 | Warren Rychel   | AG    | 12 | 1  | 0  | 1   | 23  |
| 18 | Adam Deadmarsh  | AD    | 22 | 5  | 12 | 17  | 25  |
| 19 | Joe Sakic       | C     | 22 | 18 | 16 | 34  | 14  |
| 20 | René Corbet     | AG    | 8  | 3  | 2  | 5   | 2   |
| 21 | Peter Forsberg  | C     | 22 | 10 | 11 | 21  | 18  |
| 22 | Claude Lemieux  | AD    | 19 | 5  | 7  | 12  | 55  |
| 25 | Mike Keane      | AD    | 22 | 3  | 2  | 5   | 16  |
| 26 | Stéphane Yelle  | C     | 22 | 1  | 4  | 5   | 8   |
| 48 | Scott Young     | AD    | 22 | 3  | 12 | 15  | 10  |

## Noms inscrits sur la Coupe Stanley
La Ligue nationale de hockey autorise chaque équipe championne de la Coupe Stanley à inscrire un total de 52 personnes comprenant joueurs et dirigeants. Les personnes de l'Avalanche inscrits sur la Coupe sont les suivants, :
- Dirigeants :

Charlie Lyons, Pierre Lacroix, Marc Crawford, Joel Quenneville, Jacques Cloutier, Francois Giguere, Michel Goulet, Dave Draper, Jean Martineau, Pat Karns, Matthew Sokolowski, Rob McLean, Mike Kramer, Brock Gibbins, Skip Allen, Paul Fixter, Leo Vyssokov
- Joueurs :

Rene Corbet, Adam Deadmarsh, Stephane Fiset, Adam Foote, Peter Forsberg, Alexei Gusarov, Dave Hannan, Valeri Kamensky, Mike Keane, Jon Klemm, Uwe Krupp, Sylvain Lefebvre, Claude Lemieux, Curtis Leschyshyn, Troy Murray, Sandis Ozolinsh, Mike Ricci, Patrick Roy, Warren Rychel, Joe Sakic, Chris Simon, Craig Wolanin, Stephane Yelle, Scott Young